# Doliocarpus glomeratus
Doliocarpus glomeratus är en tvåhjärtbladig växtart som beskrevs av August Wilhelm Eichler. Doliocarpus glomeratus ingår i släktet Doliocarpus och familjen Dilleniaceae. Inga underarter finns listade i Catalogue of Life.